# 舒氏美蛛
舒氏美蛛（学名：Callilepis schuszteri）为平腹蛛科美蛛属的动物。分布于古北区以及中国大陆的北京、辽宁等地，常生活于草丛以及落叶层。